# Augusta Cottlow
Augusta Cottlow, nacida el 2 de abril de 1878 y fallecida el 11 de abril de 1954, fue una pianista  estadounidense de principios del siglo XX y un prodigio musical infantil en la década de 1880.

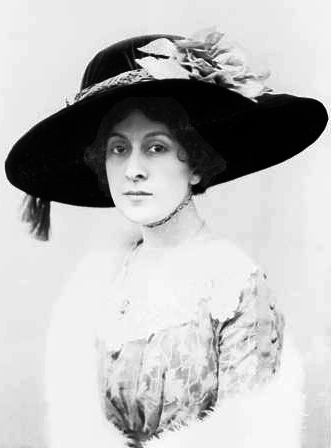
Augusta Cottlow en 1911

Fotografía de Augusta Cottlow aparecida en una publicación de 1903

## Infancia
Augusta Cottlow nació y creció en  Shelbyville, hija de Morris Cottlow y Selina Cottlow. Su madre fue su primera profesora de piano. Desde la edad de seis años, fue reconocida como una niña prodigio musical.  Dio una serie de conciertos para recaudar dinero para costear sus estudios en Berlín y Viena. En Chicago estudió piano con Carl Wolfsohn y composición con Frederick Grant Gleason. Ferruccio Busoni fue uno de sus mentores en Europa.

## Carrera
Como artista adulta, Cottlow realizó una gira en los Estados Unidos, mientras residía en Bronxville en Nueva York. «Si uno pudiera caracterizar a la señorita Cottlow en una sola frase», propuso un crítico, «diría que ella es positivamente una ascética en su devoción al hermoso tono de piano». Tocó en el Carnegie Hall en 1901, a beneficio de un hospital. En 1912, dio un recital en la Casa Blanca para el presidente William Taft. Augusta Cottlow rara vez dio conciertos públicos después de 1925, pero continuó tocando en privado y enseñó piano.

## Vida personal
Augusta Cottlow se casó con un compañero músico, Edgar Anspacher Gerst de California, en 1912, en la ciudad de Nueva York. Tuvieron una hija, Selina Adelaide (1915-1916), mientras vivían en Alemania. Más adelante, Augusta Cottlow mantuvo correspondencia con Harry S. Truman, que la había escuchado tocar tres veces en Kansas City cuando era joven. Murió en 1954, en  White Plains  a los 76 años de edad. Un baúl marcado con el nombre de Cottlow se encuentra en la colección de la Sociedad Histórica del Condado de Ogle en Oregon (Illinois).